# روستایی چنین زیبا
روستایی چنین زیبا (فرانسوی: Un si joli village‎) فیلمی فرانسوی به کارگردانی اتین پریه محصول سال ۱۹۷۹ است.